# Léon Laisne
Die SA des Anciens Établissements Léon Laisne war ein französischer Hersteller von Automobilen.

## Unternehmensgeschichte
Léon Laisne (geboren 1880, gestorben etwa 1946), der zuvor für Hurtu und Automobiles Léon Bollée tätig war, gründete 1913 in Douai das Unternehmen Léon Laisne & Cie als Maschinenfabrik. Vor dem Ersten Weltkrieg fertigte er einige wenige Fahrzeuge. 1919 begann in Nantes die Serienproduktion. Mitte der 1920er-Jahre beschäftigte das Unternehmen etwa 100 Mitarbeiter, von denen etwa die Hälfte im Automobilbau tätig war. 1926 unterstützte Murray Harris das Unternehmen finanziell. Die neue Firmierung lautete Automobiles Harris-Léon Laisne und der Markenname Harris-Léon Laisne. Unter diesem Markennamen wurden etwa 150 Fahrzeuge vertrieben. Nachdem sich die Partner 1931 getrennt hatten, hieß das Unternehmen SA des Anciens Établissements Léon Laisne und der Markenname wieder Léon Laisne. 1937 endete die Automobilproduktion. 1940 wurde das Unternehmen aufgelöst.

## Fahrzeuge

### Léon Laisne
Über die ersten ab 1913 gebauten Fahrzeuige sind Daten nicht überliefert.
Ab 1920 entstanden folgende Typen:
- A 12CV: gebaut von 1920 bis 1923, 6 Zylinder, Motor von Ballot, 75 mm Bohrung, 130 mm Hub, 3438 cm³, Radstand 3000 mm[4],
- 10/12CV: gebaut von 1922 bis 1923, 4 Zylinder, Motor von CIME, 70 mm Bohrung, 120 mm Hub, 1848 cm³, Radstand 3000 mm[5],
- 10CV Sport: gebaut von 1923, 4 Zylinder, Motor von S.C.A.P., 70 mm Bohrung, 110 mm Hub, 1694 cm³, Radstand 3000 mm[6]

Ab 1923 fielen die großen Typen fort, es entstanden Klein- und Mittelklassewagen:
- 5CV: gebaut 1923, 4 Zylinder, Motor 55 mm Bohrung, 84 mm Hub, 799 cm³, Radstand 2800 mm,
- 16/22: gebaut 1924, 4 Zylinder, Motor 61 mm Bohrung, 105 mm Hub, 1228 cm³, Radstand 3000 mm[7],
- Model A und I (7CV): gebaut 1925 bis 1926, 4 Zylinder, Motor von S.C.A.P., mit 63 mm Bohrung, 94 mm Hub, Hubraum 1170 cm³, Radstand 3000 mm,
- 8/9CV: gebaut 1925 bis 1926, 4 Zylinder, Motor von Mathis, mit 1,4 und 1,6 Litern Hubraum, Radstand 2500 mm,
- Model J 9CV: gebaut 1925 bis 1926, 4 Zylinder, mit 67 mm Bohrung, 105 mm Hub, Hubraum 1476 cm³, 32 PS, Radstand 3000 mm[8],
- Model B 10CV: gebaut 1926, 4 Zylinder, mit 70 mm Bohrung, 105 mm Hub, Hubraum 1617 cm³, 38 PS, Radstand 3000 mm[9]

### Harris-Léon Laisne
Im Angebot standen Modelle mit verschiedenen Einbaumotoren. Zur Wahl standen Vierzylindermotoren con S.C.A.P. mit 1170 cm³ und 1390 cm³ Hubraum, Sechszylindermotoren von CIME mit 1215 cm³ und 1491 cm³ Hubraum sowie Achtzylinder-Reihenmotoren von S.C.A.P. mit 1492 cm³ und 1808 cm³ Hubraum. 1930 ergänzte der Type V das Sortiment. Hier sorgte wahlweise ein Sechszylindermotor von Hotchkiss mit 3000 cm³ Hubraum oder ein Motor von Continental für den Antrieb.

### Léon Laisne
Einige der vorherigen Modelle wurden weiterhin angeboten. Daneben gab es einen Prototyp mit Frontantrieb sowie Versuche, den Type V mit Achtzylindermotoren von Delage oder Ford auszustatten.